# 專士灣碼頭
專士灣碼頭（英語：Jones Bay Wharf）是專士灣歷史上重要的碼頭。專士灣（Jones Bay）是新南威爾斯州雪梨卑滿的一個小海灣。專士灣碼頭於1919年建成，後於21世紀改建為現代商業地方。

該碼頭設有專士灣遊艇停泊處（Jones Bay Marina）。到訪雪梨的超級遊艇可在此停靠。